# Maliakhal Prajusha
Maliakhal Anthony Prajusha (* 20. Mai 1987) ist eine ehemalige indische Leichtathletin, die sich auf den Weit- und Dreisprung spezialisiert hat.

## Sportliche Laufbahn
Ihren ersten internationalen Wettkampf bestritt Maliakhal Prajusha im Jahr 2008, als sie bei den Hallenasienmeisterschaften in Doha mit einer Weite von 6,09 m die Bronzemedaille hinter der Chinesin Chen Yaling und ihrer Landsfrau Anju Bobby George gewann. Im Jahr darauf gewann sie bei den Hallenasienspielen in Hanoi mit 6,27 m die Bronzemedaille im Weitsprung hinter der Kasachin Olga Rypakowa und Yuliya Tarasova aus Usbekistan. Zudem belegte sie im Dreisprung mit 13,42 m den sechsten Platz. Kurz darauf belegte sie bei den Asienmeisterschaften in Guangzhou mit 6,15 m den sechsten Platz im Weitsprung und wurde im Dreisprung mit 12,58 m Achte. 2010 erreichte sie bei den Hallenasienmeisterschaften in Teheran mit 5,92 m und 12,43 m die Ränge vier und fünf. Anschließend gewann sie bei den Südasienspielen in Dhaka mit 5,96 m die Bronzemedaille im Weitsprung hinter der Sri Lankerin N.C.D. Priyadharshani und ihrer Landsfrau Resmi Bose. Anfang Oktober nahm sie dann an den Commonwealth Games in Neu-Delhi teil und gewann dort im Weitsprung mit 6,47 m die Silbermedaille hinter der Kanadierin Alice Falaiye. Im Dreisprung belegte sie mit neuem Landesrekord von 13,72 m den vierten Platz und verbesserte damit die Bestmarke von Mayookha Johny aus demselben Jahr um vier Zentimeter. Daraufhin wurde sie bei den Asienspielen in Guangzhou mit 6,11 m Neunte im Weitsprung.
2011 belegte sie bei den Asienmeisterschaften in Kōbe mit 6,27 m den sechsten Platz im Weitsprung und erreichte im Dreisprung mit 13,63 m Rang sieben. Zwei Jahre später wurde sie dann bei den Asienmeisterschaften in Pune mit 6,12 m Sechste im Weitsprung. Bei den Asienspielen 2014 im südkoreanischen Incheon belegte sie im Weitsprung mit 6,23 m den achten Platz und brachte im Dreisprung keinen gültigen Versuch zustande. 2016 nahm sie erneut an den Südasienspielen in Guwahati teil und gewann dort mit einer Weite von 12,95 m die Bronzemedaille im Dreisprung hinter ihrer Landsfrau Mayookha Johny und Vidusha Lakshani aus Sri Lanka. Kurz darauf erreichte sie bei den Hallenasienmeisterschaften in Doha mit 6,15 m Rang fünf im Weitsprung. 2017 bestritt sie in Chennai ihren letzten offiziellen Wettkampf und beendete daraufhin ihre Karriere als Leichtathletin im Alter von 30 Jahren.
In den Jahren 2005, 2009 und 2013 wurde Prajusha indische Meisterin im Weitsprung sowie 2009 und 2013 auch im Dreisprung.

## Persönliche Bestleistungen
- Weitsprung: 6,55 m (+1,1 m/s), 5. Juni 2010 in Bengaluru
  - Weitsprung (Halle): 6,27 m, 2. November 2009 in Hanoi
- Dreisprung: 13,72 m (0,0 m/s), 8. Oktober 2010 in Neu-Delhi
  - Dreisprung (Halle): 13,42 m, 31. Oktober 2009 in Hanoi